# دیوید لیولد (تنیس‌باز)
دیوید لیولد (انگلیسی: David Lloyd؛ زاده ۳ ژانویهٔ ۱۹۴۸) یک تنیس‌باز اهل بریتانیا است.